# Kissziget
Kissziget è un comune dell'Ungheria di 187 abitanti (dati 2001). È situato nella contea di Zala.